# 富田尚彌
富田尚弥（日语：／ Tomita Naoya，1989年4月22日—），日本男子游泳运动员。愛知縣出生，畢業於橫須賀中学校及豐川高校，現就讀於中京大学。

## 生涯
- 2010年，冨田代表日本參加廣州亞運會游泳比賽的男子200米蛙泳項目，奪得金牌[1]。
- 2014年参加仁川亚运获男子100米蛙泳项目第四名，9月25日在会场偷走了韩国记者价值800万韩元的摄影器材，被日奥委剥夺了日本代表团选手资格[3][4]。